# Daigo Furukawa
Daigo Furukawa (古川 大悟 Furukawa Daigo?), född 15 september 1999 i Chiba prefektur, är en japansk fotbollsspelare.
Furukawa började sin karriär 2017 i JEF United Chiba.